# Óscar Rodríguez Antequera
Óscar Rodríguez Antequera (Siviglia, 17 aprile 1980) è un ex calciatore spagnolo, di ruolo centrocampista.

## Carriera

### Club

#### In patria
Nato a Siviglia in Andalusia, è un prodotto del settore giovanile del Siviglia, ha esordito con la seconda squadra nel 1999. Il suo esordio nella Liga risale al 1º settembre 2002, quando ha giocato l'intera partita nella sconfitta casalinga per 0-1 contro il Celta Vigo; durante la stagione, gioca 17 partite in campionato, con il Siviglia che chiuse il campionato al 10º posto.
Da agosto a dicembre 2004, è stato in prestito al Real Valladolid in Segunda División. Rimasto svincolato il giugno dell'anno successivo, si è accasato ad un altro club di seconda divisione, il Poli Ejido, prima di scendere di categoria con il FC Cartagena.
Nell'estate del 2008, ha firmato un contratto con l'Écija, venendo anche nominato capitano della squadra, il 15 luglio 2011 ha rinnovato il contratto per altri due anni . Il 18 luglio 2014, ha annunciato la sua intenzione di lasciare il club.

#### Esperienze all'estero
L'8 settembre 2013, dopo essere stato accostato a squadre thailandesi e italiane, ha firmato un contratto con il Panīleiakos, società militante in Football League. L'anno successivo, si è accasato all'H.K. Rangers, nella massima serie locale.

## Statistiche

### Presenze e reti nei club
| Stagione                 | Squadra                  | Campionato               | Campionato | Campionato | Coppe nazionali | Coppe nazionali | Coppe nazionali | Coppe continentali | Coppe continentali | Coppe continentali | Altre coppe | Altre coppe | Altre coppe | Totale | Totale |
| Stagione                 | Squadra                  | Comp                     | Pres       | Reti       | Comp            | Pres            | Reti            | Comp               | Pres               | Reti               | Comp        | Pres        | Reti        | Pres   | Reti   |
| ------------------------ | ------------------------ | ------------------------ | ---------- | ---------- | --------------- | --------------- | --------------- | ------------------ | ------------------ | ------------------ | ----------- | ----------- | ----------- | ------ | ------ |
| 1999-2000                | Siviglia Atlético        | SDB                      | 24         | 1          | -               | -               | -               | -                  | -                  | -                  | -           | -           | -           | 24     | 1      |
| 2000-2001                | Siviglia Atlético        | TD                       | ?          | ?          | -               | -               | -               | -                  | -                  | -                  | -           | -           | -           | ?      | ?      |
| 2001-2002                | Siviglia Atlético        | SDB                      | 28         | 0          | -               | -               | -               | -                  | -                  | -                  | -           | -           | -           | 28     | 0      |
| Totale Siviglia Atlético | Totale Siviglia Atlético | Totale Siviglia Atlético | 52+        | 1+         |                 |                 |                 |                    |                    |                    |             |             |             | 52+    | 1+     |
| 2002-2003                | Siviglia                 | PD                       | 17         | 0          | CR              | 6               | 0               | -                  | -                  | -                  | -           | -           | -           | 23     | 0      |
| 2003-2004                | Siviglia                 | PD                       | 8          | 0          | CR              | 4               | 0               | -                  | -                  | -                  | -           | -           | -           | 12     | 0      |
| Totale Siviglia          | Totale Siviglia          | Totale Siviglia          | 25         | 0          |                 | 10              | 0               |                    |                    |                    |             |             |             | 35     | 0      |
| 2004-gen. 2005           | Real Valladolid          | SD                       | 5          | 0          | -               | -               | -               | -                  | -                  | -                  | -           | -           | -           | 5      | 0      |
| gen.-giu. 2005           | Siviglia                 | PD                       | 0          | 0          | -               | -               | -               | -                  | -                  | -                  | -           | -           | -           | 0      | 0      |
| 2005-2006                | Poli Ejido               | SD                       | 7          | 0          | CR              | 1               | 0               | -                  | -                  | -                  | -           | -           | -           | 8      | 0      |
| 2006-2007                | FC Cartagena             | SDB                      | 15         | 0          | -               | -               | -               | -                  | -                  | -                  | -           | -           | -           | 15     | 0      |
| 2007-2008                | Racing Portuense         | SDB                      | 33         | 0          | CR              | 3               | 0               | -                  | -                  | -                  | -           | -           | -           | 36     | 0      |
| 2008-2009                | Écija                    | SDB                      | 24         | 1          | CR              | 1               | 0               | -                  | -                  | -                  | -           | -           | -           | 25     | 1      |
| 2009-2010                | Écija                    | SDB                      | 26         | 2          | -               | -               | -               | -                  | -                  | -                  | -           | -           | -           | 26     | 2      |
| 2010-2011                | Écija                    | SDB                      | 33         | 3          | -               | -               | -               | -                  | -                  | -                  | -           | -           | -           | 33     | 3      |
| 2011-2012                | Écija                    | SDB                      | 29         | 1          | -               | -               | -               | -                  | -                  | -                  | -           | -           | -           | 29     | 1      |
| 2012-2013                | Écija                    | SDB                      | 31         | 1          | -               | -               | -               | -                  | -                  | -                  | -           | -           | -           | 31     | 1      |
| Totale Écija             | Totale Écija             | Totale Écija             | 143        | 7          |                 | 1               | 0               |                    |                    |                    |             |             |             | 144    | 7      |
| 2013-2014                | Panīleiakos              | FL                       | 1          | 0          | CG              | 1               | 0               | -                  | -                  | -                  | -           | -           | -           | 2      | 0      |
| 2014-2015                | H.K. Rangers             | PL                       | 12         | 1          | FACup+CdL       | 1+3             | 0               | -                  | -                  | -                  | SCS         | 1           | 0           | 17     | 1      |
| Totale carriera          | Totale carriera          | Totale carriera          | 293+       | 9+         |                 | 20              | 0               |                    |                    |                    |             | 1           | 0           | 314+   | 9+     |